# Palácio dos Sovietes
O Palácio dos Sovietes (em russo:  Дворец Советов, Dvorets Sovetov) foi um projeto de centro de administração e salão para reuniões e congressos em Moscou, Rússia. O projeto situava o edifício próximo do Kremlin, em lugar da antiga Catedral de Cristo Salvador. O concurso de arquitetos, feito entre 1931 e 1933, foi vencido pelo conceito neoclássico de Boris Iofan, subsequentemente revisado por Iofan, Vladimir Shchuko e Vladimir Gelfreikh para tornar-se um arranha-céu. Se tivesse sido construído até ao fim, teria sido a construção mais alta do mundo naquela época. A construção iniciou-se em 1937 e foi interrompida em 1941 com a invasão alemã ocorrida naquele ano. Entre 1941 e 1942, sua estrutura de aço foi desmontada em função do esforço de guerra para uso em fortificações e pontes. Sua construção jamais foi retomada. Em 1958, as fundações foram transformadas naquela que seria a maior piscina a céu aberto do mundo, a Piscina Moskva, que posteriormente daria lugar à reconstrução da Catedral, entre 1995 e 2000.

## Histórico do conceito
O Congresso dos Sovietes estabeleceu oficialmente a União Soviética em dezembro de 1922. Sergey Kirov, durante discurso no congresso, propôs a construção de um Palácio "nos lugares de palácios que antes foram propriedade de banqueiros, latifundiários e czares". Logo em seguida, disse Kirov, que os salões existentes ficaram pequenos demais para acomodar os delegados das novas repúblicas da União. O Palácio, para ele, seria "outro impulso para o proletariado europeu, ainda dormente... para perceber que viemos de uma vez e para sempre, que as ideias [do comunismo] estão profundamente enraizadas como os poços da indústria petrolífera de Baku".
Em 1924, com a morte de Vladimir Lenin e a construção de mausoléus em seu nome, teve início uma campanha nacional para construir memoriais por todas as repúblicas. Victor Balikhin, um estudante de graduação de Vkhutemas, propôs instalar o memorial de Lênin no topo de um edifício do Comintern no lugar da Catedral de Cristo Salvador. "Lâmpadas de arco inundarão as vilas, cidades, parques e praças, conclamando a todos para honrar a Lenin, mesmo à noite..." O conceito de Balikhin, esquecido por um tempo, reemergiu mais tarde no design de Boris Iofan.

## Demolição da catedral

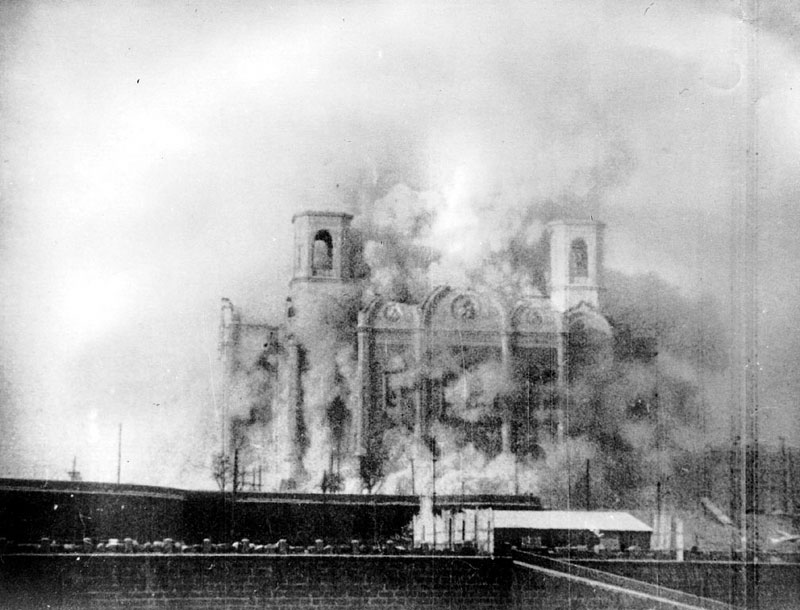
A demolição da catedral, em 5 de dezembro de 1931.

Seis anos mais tarde, o Estado declarou o primeiro concurso para o Palácio dos Sovietes, distribuindo propostas preliminares a 15 grupos de arquitetos (tanto avant-garde quanto tradicionais). Este concurso encerrou-se em maio de 1931, sem vencedores.
Em 2 de junho de 1931, uma conferência dos anciãos do Partido identificou o lugar do futuro palácio e condenou a catedral. O endosso oficial veio em 16 de julho, partindo da comissão Soviete Supremo da União Soviética. Em 18 de julho, quando o Izvestia anunciou o segundo concurso, agora internacional; comissários de Estado iniciaram um inventário dos materiais da Catedral. Uma pequena parte foi removida e destinada ao monastério de Donskoy e ao próprio Estado; o restante pereceu. A demolição iniciou-se em 18 de agosto; em 5 de dezembro, a estrutura foi finalmente demolida após duas sequências de explosões. A retirada do entulho levou mais de um ano.

## Concurso
O segundo concurso, agora internacional, foi iniciado em 18 de julho de 1931. Um total de 272 projetos foram reunidos, incluindo de 160 trabalhos arquitetônicos, 136 soviéticos e 24 estrangeiros. O concurso atraiu arquitetos de renome, tais como Le Corbusier, Joseph Urban, Walter Gropius, Erich Mendelsohn e Armando Brasini, o professor italiano de Boris Iofan; Os projetos norte-americanos foram coordenados por Albert Kahn. Foi o italiano Brasini quem expressou a ideia de ter "Lênin no topo do arranha-céu".
Enorme publicidade envolveu o concurso. Entre 1931 e 1932, houve transmissões internacionais, com reportagens e resenhas publicadas em vários países. O conselho de especialistas foi presidido pelo velho bolchevique Gleb Krzhizhanovsky; a revista Time considerou "que tal júri tinha como membro mais proeminente o ditador Stalin."
Em vez de anunciar claramente um vencedor, em fevereiro de 1932, o conselho declarou que haviam sido escolhidos os projetos de Boris Iofan, Ivan Vladislavovich Zholtovsky e um arquiteto britânico de 28 anos vivendo em Nova Jersey, Hector Hamilton. Este resultado gerou a necessidade de uma terceira competição - ou uma intervenção do Estado. Os três competidores rejeitaram o avant-garde e direcionaram-se ao neoclassicismo (ou ecletismo). Essa decisão "reacionária" causou revolta entre os artistas de vanguarda europeus. Le Corbusier e Sigfried Giedion, líder do Congresso Internacional de Arquitetura Moderna, protestou a Stalin que "a decisão do conselho é um insulto direto ao espírito da Revolução e aos Planos Quinquenais... [é] uma trágica traição."
Ver também
- Projeto de Dmitry Chechulin[12]
- Projeto de Karo Alabyan, Arkady Mordvinov et al.[13]

## Decisão

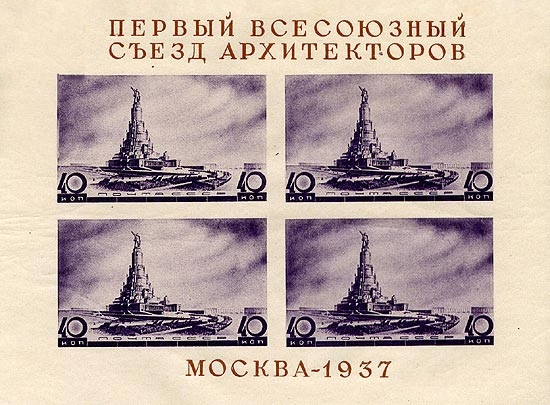
Minicartaz do Primeiro Congresso de Arquitetos Soviéticos mostrando o Palácio dos Sovietes (1937).

O concurso internacional foi seguido por não uma, mas duas competições. O terceiro concurso (entre março e julho de 1932) convidou 15 equipes e o quarto (entre julho de 1932 e fevereiro de 1933) convidou apenas cinco. Em 10 de maio de 1933, o projeto de Boris Iofan  foi declarado o vencedor. Uma dupla de arquitetos neoclássicos, Vladimir Shchuko e Vladimir Gelfreikh, foram designados para participar da equipe de Iofan, e o design resultante ficou conhecido como Iofan-Schuko-Gelfreikh.
A correspondência entre Josef Stalin e Lazar Kaganovich, entretanto, marca o momento da seleção como não posterior a agosto de 1932. No dia 7 daquele mês, Stalin escreveu um memorando a Kaganovich, Vyacheslav Molotov e Kliment Voroshilov, nomeando claramente o projeto de Iofan como o melhor e propondo alterações:
- Que fizesse a torre principal com mais proeminência, como uma coluna (como Iofan fizera no primeiro concurso);
- Que essa torre fosse tão ou mais alta que a Torre Eiffel;
- Que coroasse a coluna com uma Foice e martelo iluminado;
- Que colocasse monumentos a Vladimir Lenin, Karl Marx e Friedrich Engels na frente da construção.[14]

## O design Iofan-Schuko-Gelfreikh
O projeto original de Iofan era coroado com uma estátua relativamente pequena do "Proletário Livre". Em agosto de 1932, fica claro que essa estátua desaparecera do projeto e Stalin interveio pessoalmente para corrigir a omissão. Uma torre mais alta e a estátua de Lenin apareceram após o quarto concurso, como resposta a um discurso de Stalin: "O Palácio dos Sovietes é um monumento a Lenin. Não se assustem com sua altura; aceitem-na." No processo, a altura máxima subiu de 260 m para 415 m. O Salão Principal, com capacidade para 21 000 lugares, tinha 100 m de altura e 160 m de diâmetro (O Salão Menor no lado leste teria 6 000 lugares). Esse projeto foi publicado em março de 1934. A estrutura da estátua foi projetada posteriormente; uma versão com 100 m, datada de 1936, pesava mais de 6 000 toneladas. Em 1937, Frank Lloyd Wright, dirigindo-se ao Congresso dos Arquitetos Soviéticos, disse que  "Essa estrutura — apenas proposta, eu espero — é boa se a tomarmos como uma versão moderna de São Jorge destruindo o dragão."

## Construção

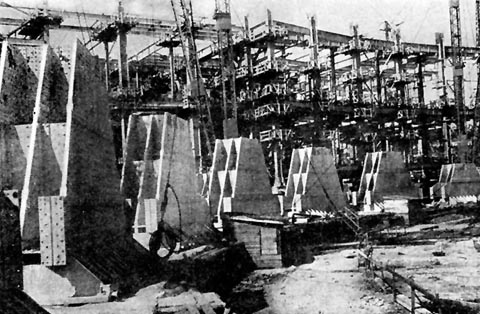
A estrutura vista em 1940.

A fundação foi completada em 1939. Os construtores fizeram um perímetro de 20 m de estruturas de aço, escavaram o poço, demoliram e removeram as fundações da antiga catedral. Em junho de 1941, a estrutura de aço da base foi erguida: veio então a II Guerra Mundial, que levou à remoção do material para uso em outras finalidades entre 1941 e 1942. A estrutura vazia preencheu-se com água e foi mantida sem uso até 1958.
Enquanto isso, a equipe de Iofan, realocada para Sverdlovsk, continuou a desenvolver o design. Após a guerra, Iofan produziu outra iteração do projeto original, incorporando dessa vez o tema da Vitória, literalmente: os salões internos foram decorados com os motivos da Ordem da Vitória. Esses projetos permaneceram nessa condição: a construção no local jamais foi retomada.

## Legado

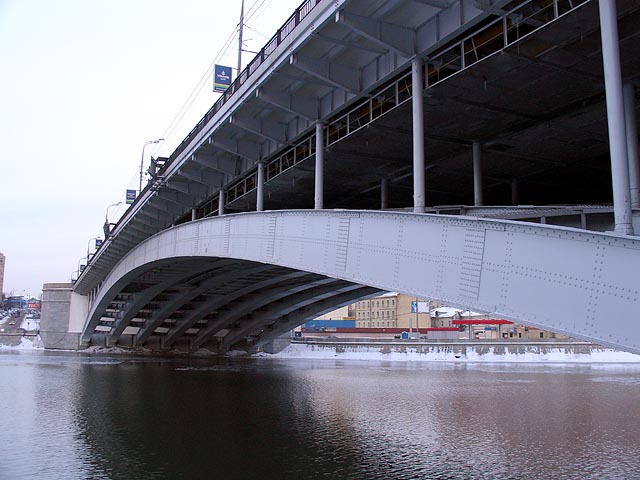
A ponte de Bolshoy Krashokholmsky, com seus arcos de aço.

O projeto do palácio estimulou o desenvolvimento de novas tecnologias, especialmente a família de aços de construção DS (ДС, Дворец Советов). Os aços ODS (DS ordinário) e SDS (DS especial) foram usados em pontes moscovitas na década de 1930 e na estrutura do Canal de Moscou. Uma estação de metrô próxima, ganhadora de um prêmio de design em 1935, de autoria de Alexei Dushkin, foi intitulada Palácio dos Soviets e renomeada Kropotkinskaya em 1957.
Entre 1958 e 1960, as fundações do palácio foram limpas dos detritos e convertidas na Piscina Moskva, cujo diâmetro era de 129,5 m. Na década de 1970, o Estado soviético fez um concurso para o novo museu dedicado a Lênin, entre o museu de Pushkin e o Kremlin. Alguns dos participantes, entretanto, propuseram que o museu fosse construído no lugar da Piscina Moskva, seguindo o conceito de Iofan. Entretanto, esse projeto jamais foi realizado. A Catedral de Cristo Salvador foi reconstruída entre 1995 e 2000.

## Na literatura e na cultura
- A historiadora da arquitetura Evgenia Kirichenko discute o planejamento e o projeto de construção do Palácio dos Sovietes em seu volume sobre a Catedral de Cristo Salvador;[22]
- O polonês Ryszard Kapuscinski descreve a demolição da catedral e o projeto de construção do Palácio dos Sovietes em seu livro Imperium;
- O vencedor do Prêmio Pritzker Rem Koolhaas descreve o Palácio em seu livro de 1995 S,M,L,XL.
- O autor soviético Viktor Suvorov descreve a construção do Palácio dos Sovietes como o sinal definitivo a supremacia comunista no mundo, no livro Última República.